# Kévin Chapon
Pour les articles homonymes, voir Chapon (homonymie).
Kévin Chapon, né le 31 octobre 1987, est un tireur sportif français.

## Carrière
Kévin Chapon, est un tireur sportif français spécialisé dans les épreuves de Pistolet percussion Centrale et Pistolet Standard 25m. Au fil des années, il s'est distingué tant sur la scène européenne qu'internationale.
Il fait partie du Collectif ISSF Haut-niveau Percussion Centrale 25m et Pistolet Standard 25m Seniors depuis 2018 et est entraîné par Patrick BIEBUYCK.
Lors des Championnats du monde de tir 2023 à Bakou, Chapon a obtenu la médaille de bronze dans l'épreuve du pistolet standard 25 mètres avec un score de 574 points.
L'année suivante, aux Championnats d'Europe 2024 à Osijek, il a décroché la médaille d'or dans l'épreuve du pistolet standard 25 mètres avec un score remarquable de 578 points. Il a également participé à l'épreuve de pistolet à percussion centrale 25 mètres, où il s'est classé 9e avec un score de 571 points.
Grâce à ces résultats, Kévin Chapon s'impose comme l'un des meilleurs tireurs de sa catégorie en France et sur la scène internationale, représentant la France dans diverses compétitions prestigieuses.